# Kaloplocamus gulo
Kaloplocamus gulo is een slakkensoort uit de familie van de Polyceridae. De wetenschappelijke naam van de soort is voor het eerst geldig gepubliceerd in 1979 door Ev. Marcus.